# Krippehna
Krippehna ist ein Ortsteil der Gemeinde Zschepplin im Landkreis Nordsachsen in Sachsen.   

## Geografie
Krippehna liegt im Dreieck der Städte Eilenburg, Bad Düben und Delitzsch. Der Ort liegt an keiner klassifizierten Straße, jedoch gibt es Ortsverbindungen nach Noitzsch, Zschepplin, Naundorf und Wölkau. Durch den Ort fließt ein kleiner Zufluss zur Leine.

## Geschichte
Krippehna ist von der Siedlungsform her ein Gassengruppendorf. Es gehörte bis 1815 zum kursächsischen bzw. königlich-sächsischen Amt Eilenburg. Durch die Beschlüsse des Wiener Kongresses kam der Ort zu Preußen und wurde 1816 dem Kreis Delitzsch im Regierungsbezirk Merseburg der Provinz Sachsen zugeteilt, zu dem er bis 1952 gehörte.
Am 20. Juli 1950 wurde der kleine westlich gelegene Ort Göritz nach Krippehna eingemeindet. Im Zuge der zweiten Kreisreform in der DDR im Jahr 1952 wurde Krippehna mit Göritz dem Kreis Eilenburg im Bezirk Leipzig angeschlossen, welcher 1994 im Landkreis Delitzsch aufging. Am 1. Januar 1974 wurde Krippehna nach Naundorf eingegliedert, am 14. März 1990 jedoch wieder als selbstständige Landgemeinde mit dem Ortsteil Göritz ausgegliedert. Schließlich erfolgte am 1. Januar 1999 der Zusammenschluss mit vier weiteren Gemeinden zur Gemeinde Zschepplin. Dabei wurde Göritz nach Schönwölkau umgegliedert.
Die 1848 errichtete Bockwindmühle versah ihren Dienst bis 1948. 1952 wurde sie zur Elektromühle umgebaut, 1994 endgültig stillgelegt und 1997 demontiert. 2009 wurden die bei einem Bauern eingelagerten Mühlenteile vom Weseker Mühlenverein erworben. Die Mühle wurde restauriert und im münsterländischen Weseke neu errichtet. Die Einweihung wurde am 12. April 2014 gefeiert.

### Einwohnerentwicklung
| Jahr | Einwohner |
| ---- | --------- |
| 1818 | 438       |
| 1895 | 531       |
| 1925 | 539       |
| 1939 | 482       |

| Jahr | Einwohner |
| ---- | --------- |
| 1946 | 825       |
| 1950 | 875       |
| 1964 | 667       |
| 1990 | 496       |

Die Einwohnerzahl Krippehnas lag 1818 bei 438. Bis zum Ausbruch des Zweiten Weltkrieges blieb die Einwohnerzahl in etwa gleich, schwankte um maximal 100. Nach Ende des Krieges verdoppelte sich die Einwohnerzahl auf 875 Einwohner im Jahre 1950. Zur Zeit der DDR nahm die Einwohnerzahl wieder kontinuierlich ab. 1990 lebten knapp 500 Menschen in Krippehna.

## Sehenswürdigkeiten

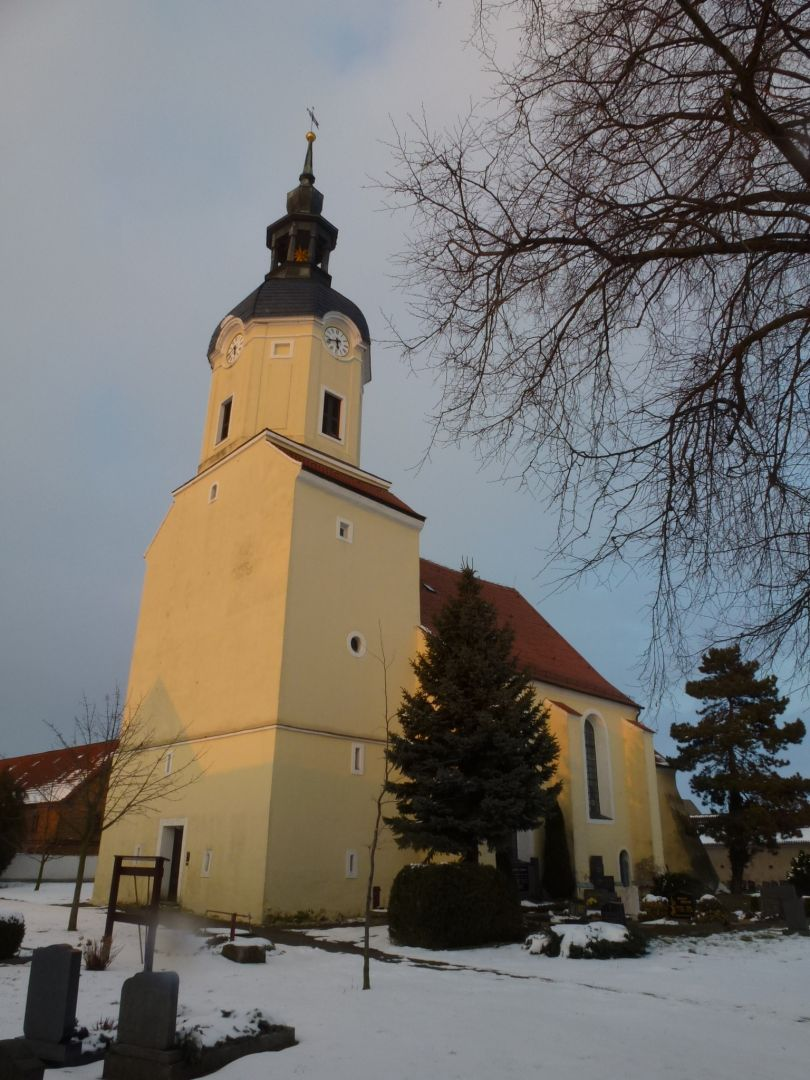
Kirche

Die Kirche Sankt Lukas in Krippehna stammt aus dem 13. Jahrhundert. Sie besitzt einen Turm mit einer barocken Turmhaube aus dem Jahr 1768. 1973 erfolgte die letzte Innenrenovierung der Kirche. 1993/1994 wurde das Äußere der Kirche renoviert. 2015 bis 2018 wurde die zu weiten Teilen original erhaltene  Hähnel-Orgel von 1771, durch die Orgelbauwerkstatt Kristian Wegscheider aus Dresden, restauriert. 2017 erfolgte eine grundlegende Instandsetzung des Daches samt Dachstuhl. Von 1964 bis 2000 war Friedemann Steiger Pfarrer der Kirche. Die Kirchgemeinde wird seit 2010 von Pfarrerin Eva Fitschen betreut.

## Persönlichkeiten
- Charlotte Mahler (1894–1973), Chirurgin, Chefärztin am Bürgerhospital Frankfurt am Main